# Zlatá Koruna
Zlatá Koruna (původně Svatá koruna, německy Goldenkron, lat. Sancta Corona) je obec ležící na řece Vltavě severně od Českého Krumlova ve stejnojmenném okrese v Jihočeském kraji. Žije zde 787  obyvatel. Nachází se zde bývalý středověký klášter Zlatá Koruna, který také obci dal jméno.

## Místní části
- Plešovice
- Rájov
- Zlatá Koruna

## Pamětihodnosti
- Části ohradních zdí bývalého kláštera
- Boží muka
- Hospic čp. 5
- Bývalý kostel svaté Markéty
- Hroby českých a maďarských partyzánů[5][6]
- Krucifix
- Klášter Zlatá Koruna

### Další stavby
- Klášterní mlýn č.p. 3

## Galerie

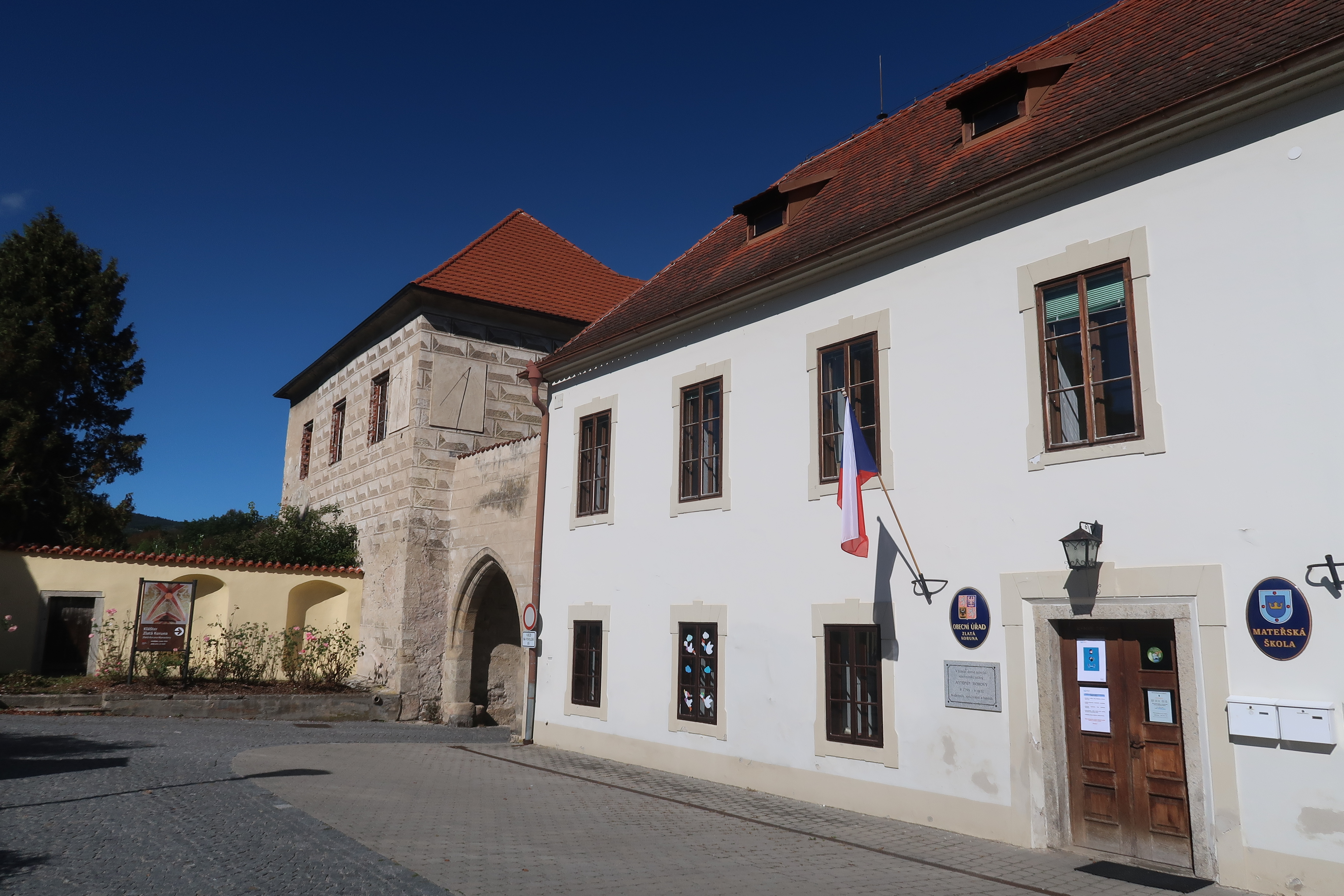
Obecní úřad na náměstí
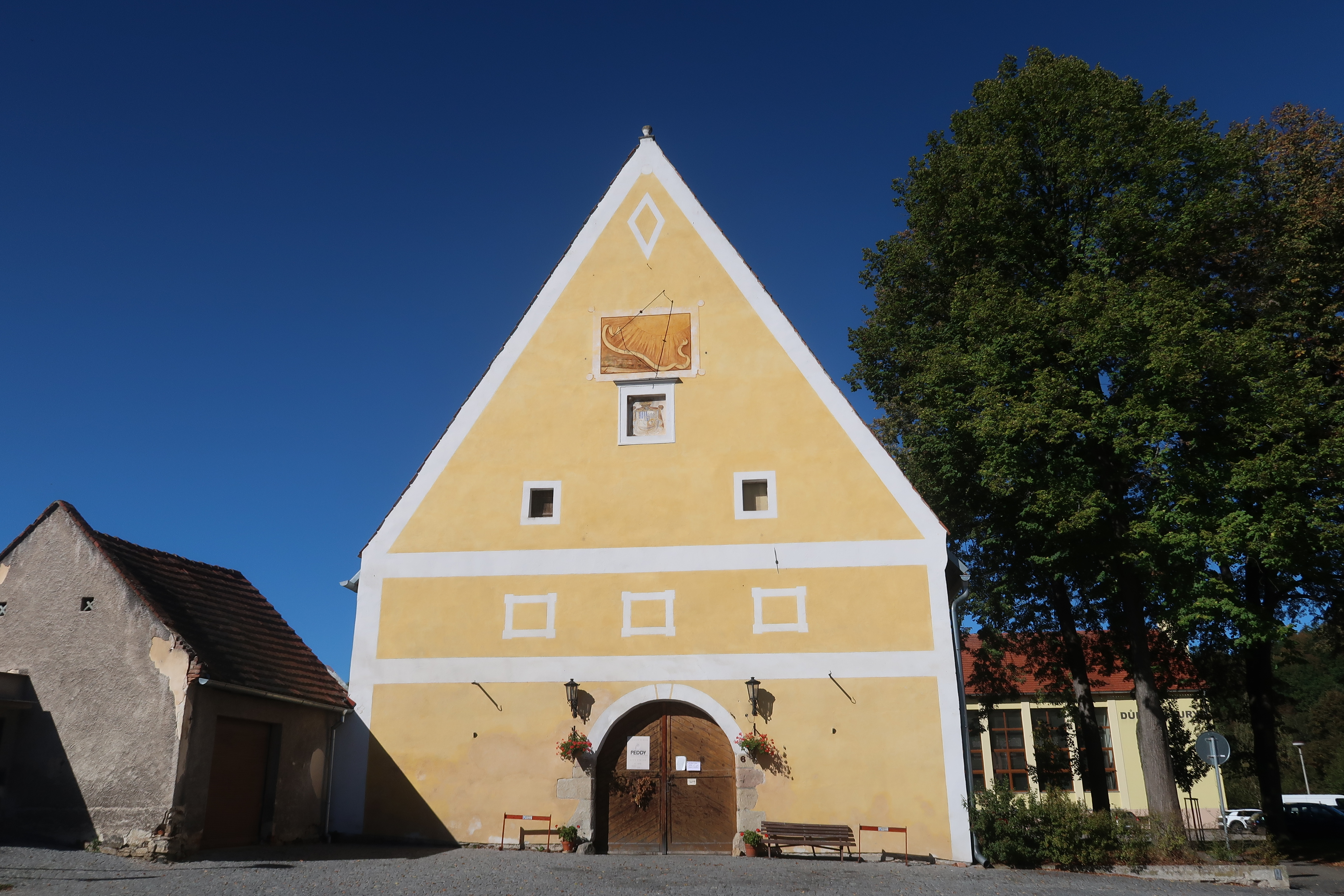
Bývalá klášterní sýpka na náměstí
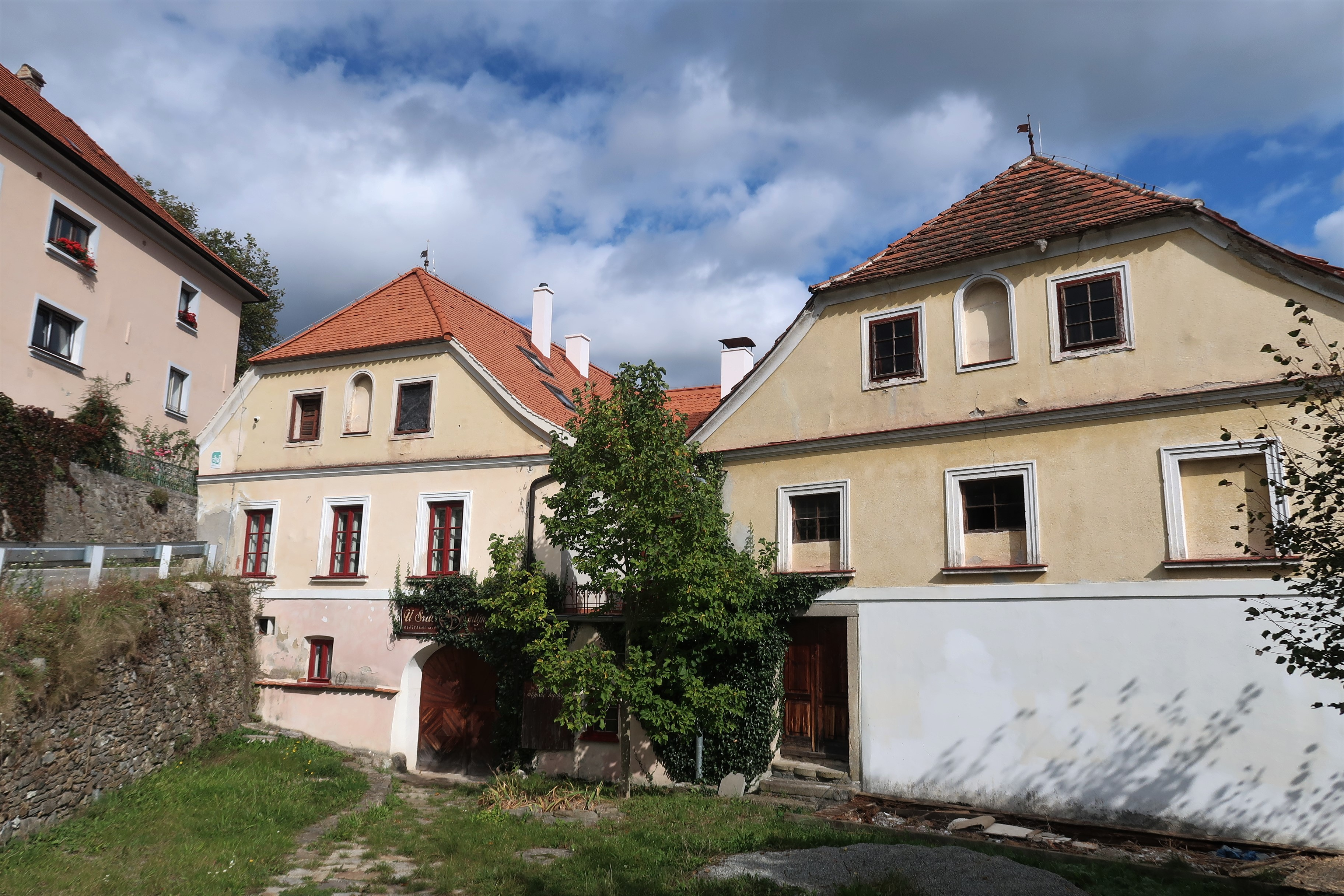
Bývalý klášterní mlýn na břehu Vltavy
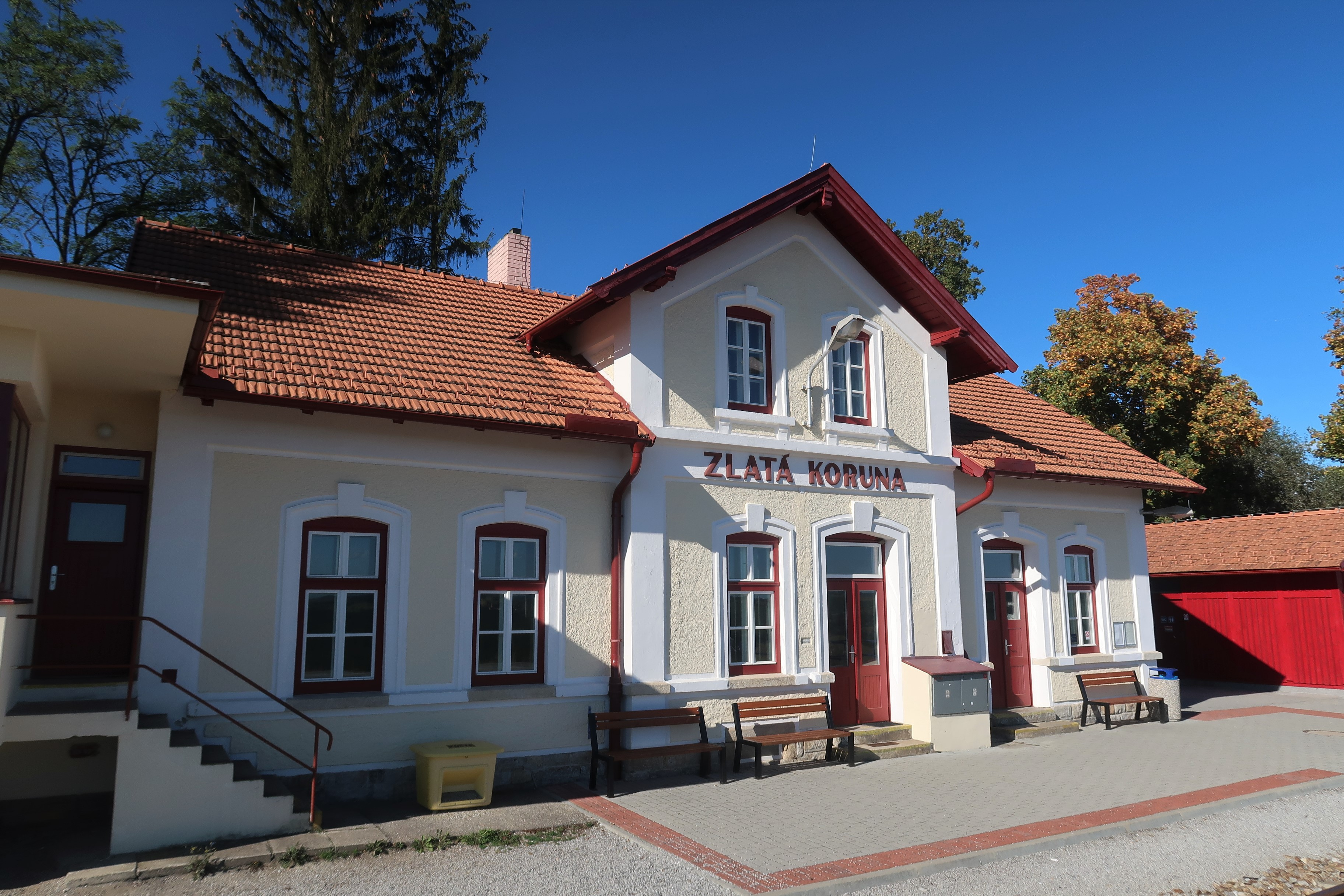
Nádraží
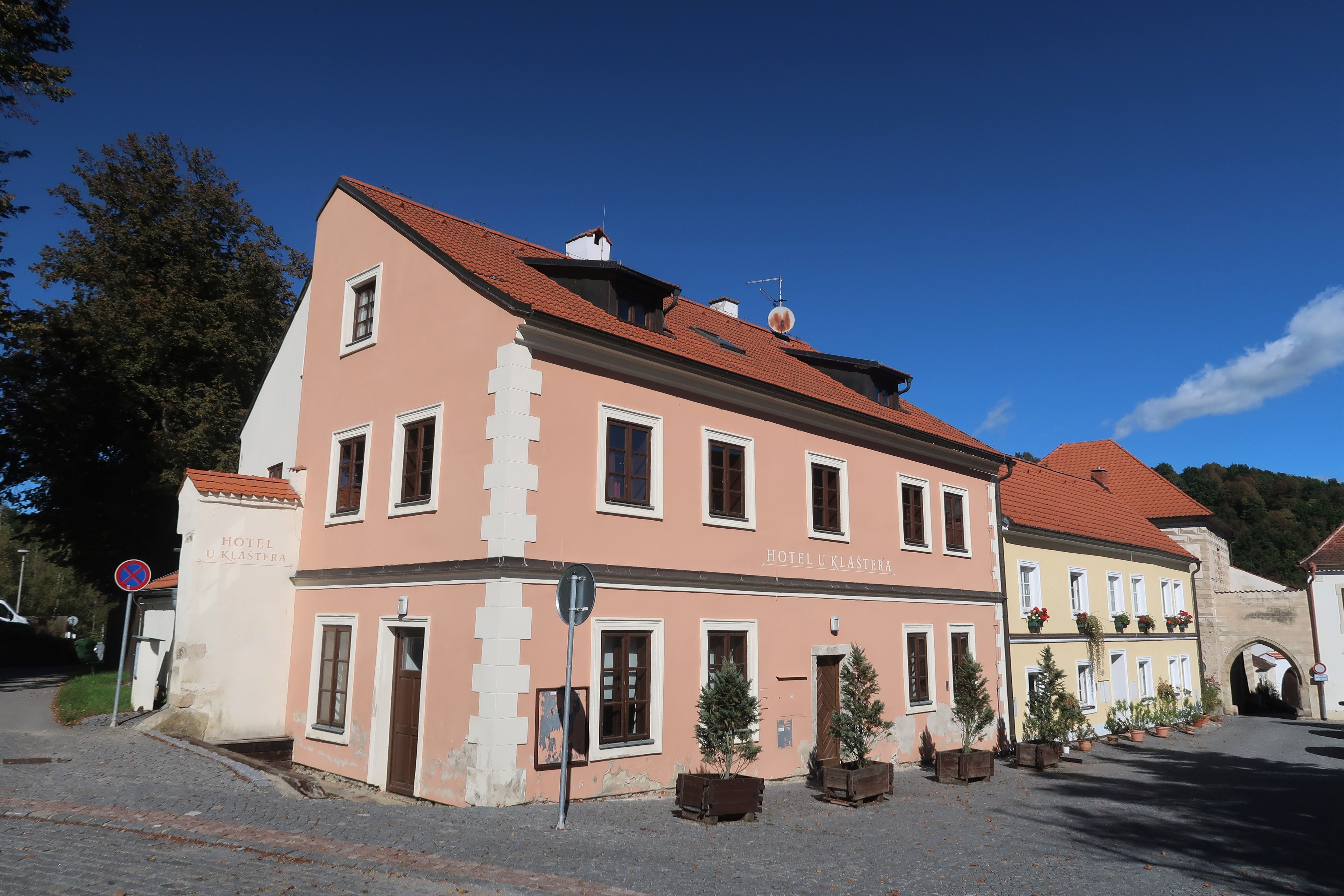
Náměstí
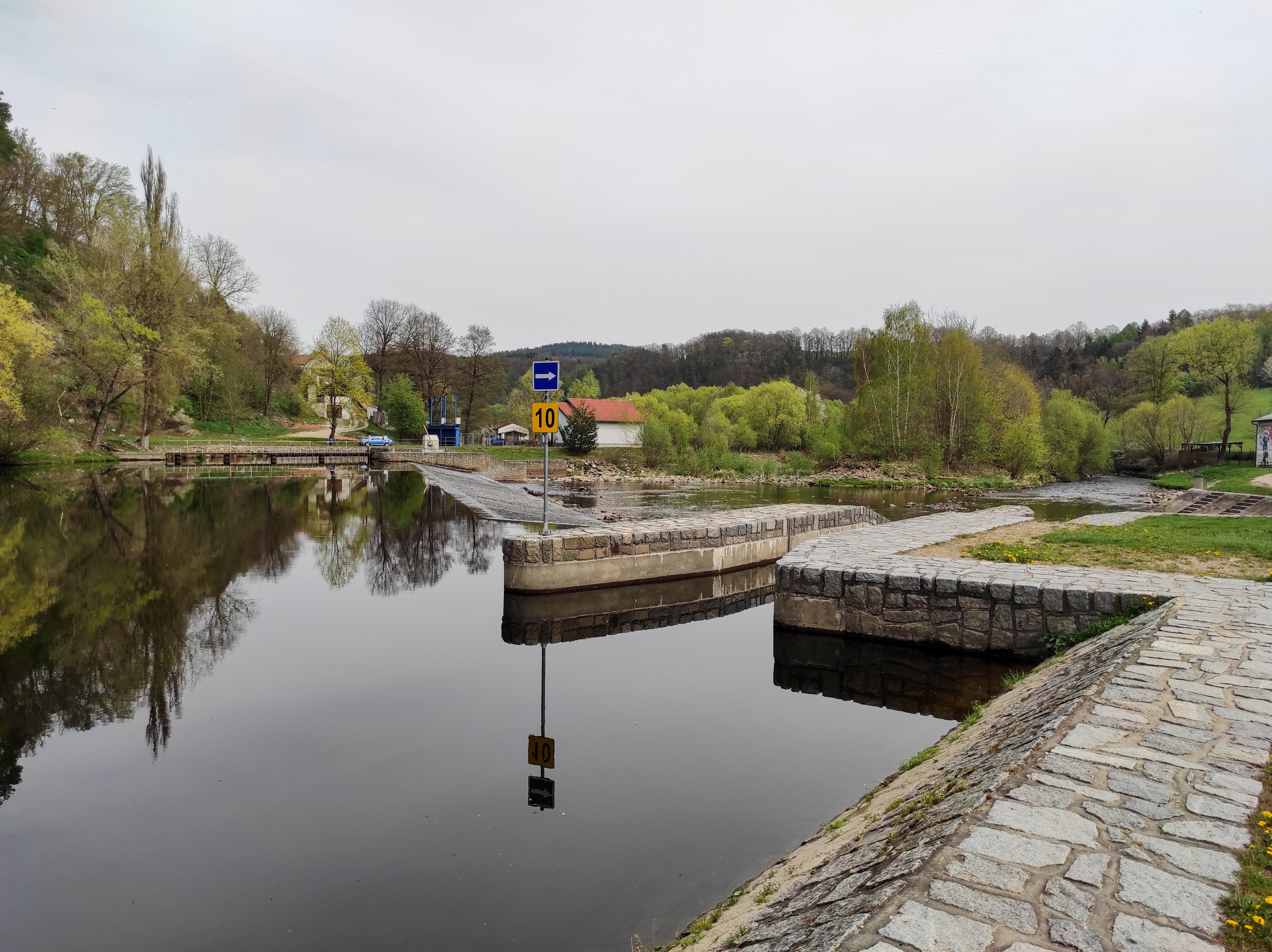
Jez na Vltavě